# DGB-Bezirk Nord
Der DGB-Bezirk Nord ist Teil der geografischen Struktur des Deutschen Gewerkschaftsbundes. Es umfasst seit der Fusion (1999) der beiden DGB-Landesbezirke Nordmark und Mecklenburg-Vorpommern die Bundesländer Schleswig-Holstein, Hamburg und Mecklenburg-Vorpommern und hat 400.000 Mitglieder.
Vorsitzende ist Laura Pooth, Stellvertreter Ingo Schlüter. und Nachfolgerin für den verstorbenen Vorsitzenden Uwe Polkaehn. Von 1983 bis 1997 war der Sozialpolitiker Karl-Heinz Köpke (1938–2024) stellvertretender Vorsitzender.

## Regionen
Der Bezirk gliedert sich in 7 Regionen:
- Hamburg[3]
- Schleswig-Holstein Nordwest
- KERN (Kiel, Rendsburg, Eckernförde, Neumünster)[4]
- Schleswig-Holstein SüdOst[5]
- Ost-Mecklenburg-Vorpommern[6]
- Rostock–Schwerin[7]
- Vorpommern[8]

Sitz des DGB-Nord ist in Hamburg. Die DGB Regionen haben Büros in Hamburg, Lübeck, Kiel, Flensburg, Rostock/Schwerin, Stralsund und Neubrandenburg.

## Bedeutung
Die Bezirke sind innerhalb der DGB-Struktur hierarchisch nach der Bundesebene angesiedelt und umfassen ein oder mehrere Bundesländer. Nach der Satzungsreform sind die DGB Regionen integraler Bestandteil der Bezirke. In den DGB Regionen gibt es bzw. werden ehrenamtlich geführte Stadt- bzw. Kreisverbände gegründet, die die gewerkschaftspolitische Arbeit vor Ort gestalten.
Am Beispiel des DGB-Nord: Er umfasst die drei Bundesländer Hamburg, Schleswig-Holstein und Mecklenburg-Vorpommern.
Der DGB-Nord dient hauptsächlich der Koordination der sich auf dem Gebiet befindenden Mitgliedsgewerkschaften bzw. der politischen Außenvertretung und Lobbyarbeit. Er vertritt die gesellschaftlichen, wirtschaftlichen, sozialen und kulturellen Interessen der Arbeitnehmer. Der DGB bekennt sich zu einem vereinigten Europa und deshalb arbeitet der DGB Nord regional eng mit über 20 Gewerkschaftsbünden in dem gewerkschaftspolitischen Netzwerk BASTUN – Baltic Sea Trade Union Network – aus allen Ostseestaaten zusammen.